# 슈도모나스 푸티다
슈도모나스 푸티다(학명: Pseudomonas putida 또는 P. putida)는 그람 음성 간균 중 하나로, 부생성 세균이다.
계통유전체학에 따라 분석한 결과 P. putida은 계통수에서 단계통군을 형성하지 않으며, P. alkylphenolia, P. alloputida, P. monteilii, P. cremoricolorata, P. fulva, P. parafulva, P. entomophila, P. mosselii, P. plecoglossicida 및 다른 종들을 포함하는 넓은 진화군을 형성한다.
P. putida의 변종인 multiplasmid hydrocarbon-degrading Pseudomonas은 세계 최초로 특허를 받은 유기체이다. 그 특허는 미국 연방 대법원 Diamond v. Chakrabarty에서 다루어졌으며, 인도계 미국인 생물학자인 차크라바르티가 승소했다. 이 세균은 톨루엔과 같은 유기 용매를 분해하는 능력을 포함하여 다양한 대사 기능을 지닌다. 이 능력은 생물학적 치료, 또는 환경 오염 물질을 분해를 연구하는 데 사용되었다. P. putida는 인간 병원체인 P. aeruginosa와 달리 안전한 박테리아 종이기 때문에 다른 슈도모나스 종들보다 더 활발히 연구된다.

## 게놈
P. putida에 속하는 63개의 게놈에 의한 단백질 수는 3748-6780개(평균 5197개), GC 함량은 58.7-64.4%(평균 62.3%)이다. 분석된 63개의 게놈에서 핵심 단백체는 1724개의 단백질로 구성되었으며, 그 중 1개의 단백질만이 다른 슈도모나스류에 존재하지 않는 특이성을 가졌다.

## 활용

### 환경 정화
야생형 균주는 대사 활동을 통해 환경 오염을 정화할 수 있다. 예를 들어, 실험실에서 나프탈렌에 오염된 토양을 정화하기 위한 토양 접종제로 활용 가능하다.
푸티다는 스타이렌을 생분해성 플라스틱 PHA로 전환할 수 있다. 이를 이용하여  폴리스티렌을 효과적으로 재활용할 수 있다.

### 생물학적 방제
Pythium phanidermatum와 Fusarium oxysporum f. sp. radicis-lycopersici와 같은 식물 병원체의 효과적인 대항제로서 Pseudomonas putida는 잠재적인 생물학적 방제 가능성을 보여주었다.